# Кармановский сельский округ (Московская область)
Не путать с Кармановским сельсоветом Волоколамского и Осташёвского районов, существовавшим до 1951 года
Кармановский сельский округ — упразднённая административно-территориальная единица, существовавшая на территории Волоколамского района Московской области в 1994—2006 годах.
Административным центром до 1972 года было Горбуново, в 1972—2006 — Клишино
В первые годы советской власти возник Горбуновский сельсовет Тимошевской волости Волоколамского уезда Московской губернии.
В 1924 году из состава Горбуновского с/с был выделен Сафатовский с/с.
В 1926 году Горбуновский с/с включал 2 населённых пункта — Горбуново и Холмец.
В 1929 году Горбуновский с/с был отнесён к Волоколамскому району Московского округа Московской области. При этом к нему были присоединены Дубосековский, Сафатовский и Стемоуховский с/с.
4 января 1939 года Горбуновский с/с был передан в Осташёвский район.
17 июля 1939 года к Горбуновскому с/с было присоединено селение Вашурино упразднённого Новлянского с/с.
7 декабря 1957 года Осташёвский район был упразднён и Горбуновский с/с был возвращён в Волоколамский район.
2 февраля 1968 года из Спасского с/с в Горбуновский были переданы селения Ивановское, Клишино, Милованье, Скорякино и Щекотово.
25 января 1972 года Горбуновский с/с был переименован в Кармановский сельсовет, при этом его центр был перенесён в Клишино.
7 августа 1973 года к Кармановскому с/с был присоединён Черневский с/с.
5 февраля 1975 года в Кармановском с/с был снят с учёта населённый пункт Васильевское.
3 февраля 1994 года Кармановский с/с был преобразован в Кармановский сельский округ.
В ходе муниципальной реформы 2005 года Кармановский сельский округ прекратил своё существование как муниципальная единица. При этом все его населённые пункты вошли в сельское поселение Спасское.
29 ноября 2006 года Кармановский сельский округ исключён из учётных данных административно-территориальных и территориальных единиц Московской области.